# Тобіас (Небраска)
Тобіас (англ. Tobias) — селище (англ. village) в США, в окрузі Салін штату Небраска. Населення — 114 особи (2020).

## Географія
Тобіас розташований за координатами 40°25′7″ пн. ш. 97°20′12″ зх. д. / 40.41861° пн. ш. 97.33667° зх. д. (40.418502, -97.336621).  За даними Бюро перепису населення США в 2010 році селище мало площу 0,68 км², уся площа — суходіл.

## Демографія
Згідно з переписом 2010 року, у селищі мешкало 106 осіб у 52 домогосподарствах у складі 26 родин. Густота населення становила 156 осіб/км².  Було 68 помешкань (100/км²).
Расовий склад населення:
| - 96,2 % — білих - 3,8 % — осіб інших рас |

До двох чи більше рас належало 0,0 %. Частка іспаномовних становила 7,5 % від усіх жителів.
За віковим діапазоном населення розподілялося таким чином: 20,8 % — особи молодші 18 років, 50,0 % — особи у віці 18—64 років, 29,2 % — особи у віці 65 років та старші. Медіана віку мешканця становила 48,7 року. На 100 осіб жіночої статі у селищі припадало 100,0 чоловіків;  на 100 жінок у віці від 18 років та старших — 95,3 чоловіків також старших 18 років.
Середній дохід на одне домашнє господарство  становив 86 866 доларів США (медіана — 78 750), а середній дохід на одну сім'ю — 90 786 доларів (медіана — 85 625). Медіана доходів становила 46 250 доларів для чоловіків та 38 333 долари для жінок. За межею бідності перебувало 6,3 % осіб, у тому числі 16,7 % дітей у віці до 18 років та 0,0 % осіб у віці 65 років та старших.
Цивільне працевлаштоване населення становило 51 осіб. Основні галузі зайнятості: виробництво — 41,2 %, освіта, охорона здоров'я та соціальна допомога — 19,6 %, транспорт — 11,8 %, роздрібна торгівля — 9,8 %.